# Poju Zabludowicz
Chaim "Poju" Zabludowicz (nacido el 6 de abril de 1953) es un empresario multimillonario finlandés naturalizado británico e israelí, coleccionista de arte y benefactor del Estado de Israel.

## Primeros años y educación
Chaim ("Poju") Zabludowicz nació en Helsinki, Finlandia, hijo del empresario de la industria armamentística Shlomo Zabludowicz, quien construyó el negocio familiar en torno a Soltam, un contratista de defensa israelí.
Fue criado en Tampere, donde asistió a la Svenska Samskolan i Tammerfors, escuela de habla sueca de la ciudad. Se graduó con una licenciatura en Economía y Ciencias Políticas de la Universidad de Tel Aviv.

## Vida personal y familiar
Está casado con Anita Zabludowicz, quien, en 2015, fue nombrada con la Orden del Imperio Británico por sus servicios a las artes.
Zabludowicz y su familia residen principalmente en The Bishops Avenue en Hampstead y tienen casas en Cesarea, Tel Aviv y Sarvisalo, una pequeña isla en Finlandia. Compraron la casa en The Bishops Avenue en 1989 y, más tarde, la casa adyacente en 1997. El par de mansiones de 60 millones de libras tienen una galería de arte contigua. También son dueños de un yate de 120 pies. En enero de 2017, se reveló que Zabludowicz había comprado una casa de 25 millones de nuevos séqueles en Neve Tzedek, un barrio de Tel Aviv. Esta compra fue catalogada como el undécimo acuerdo inmobiliario más caro en Israel en 2016.
En 2008, Zabludowicz fue incluido en el número 30 en The Jewish Chronicle Top 100, una "lista de aquellos que ejercen la mayor influencia en los judíos británicos". En 2014, figuraba en el puesto 75.
En 2015, en su clasificación anual de las personas más ricas de Israel, Forbes Israel clasificó a Zabludowicz en el puesto 13 con un patrimonio neto personal de 8,7 mil millones de nuevos séqueles. También ocupó el puesto 37 en The Estates Gazette Rich List, una guía completa sobre la riqueza de las personas involucradas en el mercado inmobiliario del Reino Unido, compilada por los autores de The Sunday Times Rich List.
En 2017, Poju y Anita Zabludowicz se clasificaron como la novena pareja más rica de Gran Bretaña.
El Sunday Times Rich List 2021 de las personas más ricas del Reino Unido clasificó a Poju y Anita Zabludowicz en el puesto 111 con un patrimonio neto personal de 1,500 millones millones de libras.

## Negocios
Después de graduarse, Zabludowicz trabajó en BFG Bank AG en Frankfurt.
En 1978, Zabludowicz fue nombrado director de Grupo Tamares, el holding de la familia, y ha estado al frente de la empresa desde 1990. Tamares invierte en diferentes empresas privadas, públicas y en propiedades inmobiliarias. La empresa posee el 40% del terreno en el centro de Las Vegas. Hoy, Tamares Group tiene una cartera de 3 mil millones de dólares. Sus propiedades inmobiliarias abarcan 2,3 millones de pies cuadrados de espacio para oficinas.
En 1993, Zabludowicz creó Ivory Gate, una empresa de inversión inmobiliaria con sede en Londres. Utilizando instrumentos offshore, Ivory Gate realizó inversiones en propiedades comerciales del Reino Unido.
En 2006, Zabludowicz creó y fungió como presidente del consejo asesor de Auctor Capital Partners,> una casa de asesoría y finanzas corporativas para fondos de cobertura. Ha sido presidente del consejo asesor de Synova Capital de 2007 a 2014, un fondo de capital privado especializado en inversiones en empresas de crecimiento del Reino Unido, y presidente de Tamares Telecom desde 2011, un proveedor que opera y comercializa servicios de comunicaciones basados en una nueva red de fibra óptica con cobertura internacional.
Zabludowicz fue director de Mustavaaran Kaivos empresa propietaria de los derechos mineros del depósito de vanadio, hierro y titanio de Mustavaara, en el noreste de Finlandia; y ha sido director y miembro del Comité de Capital Humano de Outotec desde marzo de 2012 hasta marzo de 2017, empresa proveedora de tecnologías y servicios para la industria de procesamiento de metales y minerales. Zabludowicz también se ha desempeñado como miembro de varias juntas, incluida la Junta Asesora Europea de Citigroup, la junta directiva de GEMS (fondo de capital privado de Asia Pacífico) y Stratos Ventures (empresa de capital de riesgocon un enfoque en los sectores de tecnología de la información y la comunicación).
Zabludowicz es el dueño del equipo finlandés de hockey sobre hielo Tappara
En junio de 2016, se anunció que ARTA, una empresa emergente de envíos de obras de artes con sede en Nueva York, recaudó $1 millón en capital de un grupo de inversores institucionales y estratégicos, entre ellos Poju y Anita Zabludowicz.

## Activismo

### El judaísmo y la defensa de Israel
Zabludowicz es el fundador y expresidente de BICOM, Centro de Investigación y Comunicaciones de Gran Bretaña e Israel, una organización fundada en 2001 que presiona al gobierno del Reino Unido en nombre de Israel. Se informa que le dio al grupo de presión más de £ 2 millones en tres años. Es benefactor de la UJIA (United Jewish Israel Appeal), y fue miembro de las Juntas Asesoras de CST (Community Security Trust) y UJIA; y miembro del Consejo de Liderazgo Judío.

### Activismo político
Zabludowicz ha hecho donaciones a la campaña de liderazgo de David Cameron y al Partido Conservador. Según los registros de la Comisión Electoral, el Grupo Tamares aportó 15,000 libras esterlinas para la campaña de Cameron en 2005 y ha donado 55,000 libras esterlinas a fondos conservadores en 2006 y 2007, así como 131,805 libras esterlinas en 2010. Hasta la fecha, Zabludowicz ha donado un total de 380,000 libras al Partido Conservador.
Apoyando su campaña electoral para escaños en el Parlamento Europeo, donó 8,000 € a Alexander Stubb en 2014.
Según The Jewish Chronicle, Zabludowicz mantuvo conversaciones secretas en su casa de Londres en marzo de 2011 entre el presidente israelí Shimon Peres y el presidente palestino Mahmoud Abbas.

### Filantropía
El Centro Zabludowicz para Enfermedades Autoinmunes abrió en el Centro Médico Sheba a través de las donaciones de Poju y Anita Zabludowicz. El centro centraliza bajo un mismo techo todos los aspectos de la investigación y el tratamiento ae enfermedudes atoinmune,s y reúne a médicos e investigadores de campos multidisciplinarios como medicina interna, inmunología clínica, autoinmunidad, reumatología, oftalmología, neurología, obstetricia y ginecología.
La familia Zabludowicz patrocina exposiciones, ferias de arte y eventos de recaudación de fondos. En 2014, donaron fondos para el que sería el Guggenheim de Helsinki.
Zabludowicz ha dondado entre 100,000 y 250,000 dólares a la Fundación Clinton.
Zabludowicz ha sido patrocinador de la Cámara de Comercio Finlandesa-Británica desde 2011.

## Colección de arte

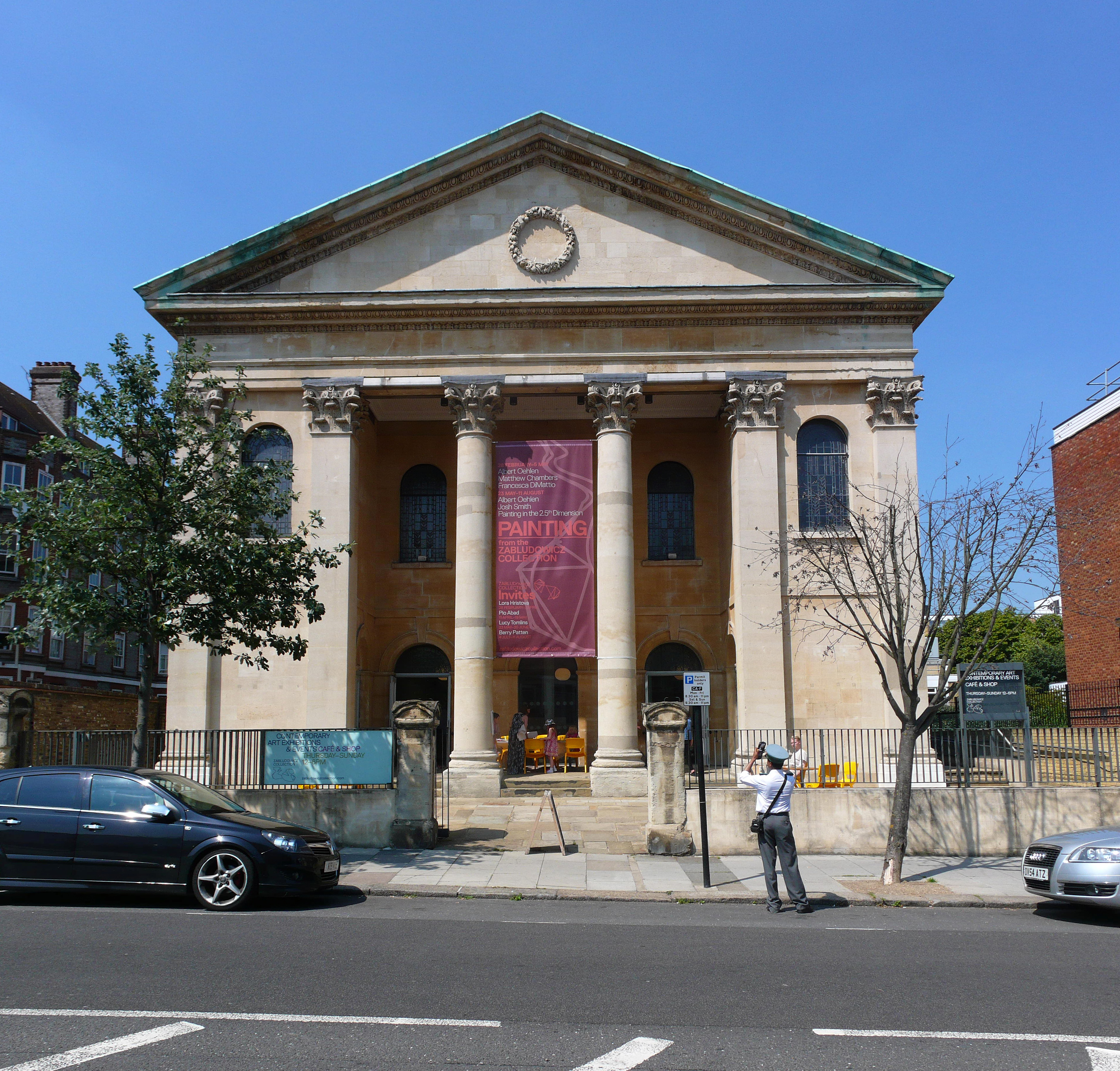
La Colección Zabludowicz en Londres

Desde la década de 1990, los Zabludowicz han acumulado una colección de obras de arte de 500 artistas y 5,000 piezas. Exhiben su colección de arte privada en tres lugares diferentes, uno de ellos es 176, una galería en una antigua capilla metodista del siglo XIX en Chalk Farm, al norte de Londres. Inaugurada en 2007, la Colección Zabludowicz de Londres presenta exposiciones de colecciones de obras y obras comisionadas de artistas vinculados a la colección.
Una escultura de la colección, una estatua en miniatura de Jesús con una erección, rodeada de otras 50 esculturas también con erecciones, ha sido considerada "grotescamente ofensiva" por algunos cristianos, uno de los cuales ha dicho que iniciará una acusación particular contra el Centro de Arte Contemporáneo Baltic en Gateshead, que ha expuesto la estatua.
El rascacielos en 1500 Broadway en Times Square en la ciudad de Nueva York alberga una selección de obras de la Colección Zabludowicz. El programa en la sede de la ciudad de Nueva York consiste en exhibiciones temporales y otros eventos, su vestíbulo está abierto al público durante el día.
En tres ubicaciones en Sarvisalo, una isla en Loviisa, Finlandia, la Colección Zabludowicz ha iniciado un programa de residencia internacional para artistas invitados. El programa de residencia ofrece un entorno para la producción de arte.
En noviembre de 2015, se anunció que la Colección Zabludowicz lanzará un programa de residencia para artistas en Las Vegas.

### Listas
Algunas revistas y sitios web de arte han incluido a Poju y Anita Zabludowicz en sus clasificaciones anuales:
- Poju y Anita Zabludowicz aparecen en las listas Power 100 de ArtReview de 2006 a 2014 que evalúan a los más poderosos en el mundo del arte. En 2014, figuraban en el puesto 97.[48]
- Aparecen en las listas de los 200 mejores coleccionistas de ARTnews entre 2005 y 2019, que recopilan a los compradores de arte más activos del mundo.[49]
- Larry's List, una base de datos en línea de coleccionistas de arte, que clasifica a los coleccionistas según su presencia en internet, compromiso institucional, participación en ferias de arte, plataformas de comunicación y la visibilidad física y la escala de su colección, los ha clasificado en tercer lugar en el mundo.[50][51]
- Aparecen en las listas Alt Power 100 de ArtLyst entre 2011 y 2019, que recopilan expertos de la industria del arte que han hecho una contribución importante a la disciplina del arte contemporáneo.[52]
- Aparecen en las listas deThe World's Top 100 Art Collectors [53] de Artnet's entre 2015 y 2016, y 100 Most Influential People in the Art World.[54]
- Anita Zabludowicz aparece en el op 100 Art World Instagrams de Christie's.[55]

Zabludowicz se ha desempeñado como fundador y fideicomisario de la Colección Zabludowicz desde 1994, miembro del consejo de Tate Modern International (desde 1999), miembro de la junta directiva de Kiasma (desde 2009), patrocinador y fundador del Camden Arts Center, y copresidente de Amigos Británicos de los Museos de Arte de Israel (BFAMI).

## Controversia
Zabludowicz fue llamado al Tribunal Superior en noviembre de 2013 como testigo en el caso de divorcio de Scot Young.
Desde 2014, el grupo Boycott Divest Zabludowicz (BDZ) ha pedido a artistas e instituciones que boicoteen la Colección Zabludowicz. El grupo acusa a Poju Zabludowicz y su esposa Anita de "lavar dinero muy sucio" a través de su fundación "como cara de históricamente uno de los mayores proveedores de armas para el estado de Israel y presidente del grupo de presión pro-israelí con sede en el Reino Unido, Bicom", se lee en el comunicado, "la Fundación Zabludowicz representa un vínculo directo entre las oportunidades para carreras en arte para jóvenes aquí en Londres y el bombardeo actual y la opresión genocida en curso de los palestinos en los Territorios Ocupados".
En febrero de 2017, se informó que, como parte de una investigación de corrupción contra el primer ministro Benjamin Netanyahu, la policía de Israel estaba investigando si había recibido obsequios u otros beneficios de Zabludowicz. Tras esa investigación no se tomaron más medidas contra Zabludowicz.